# Lodaline

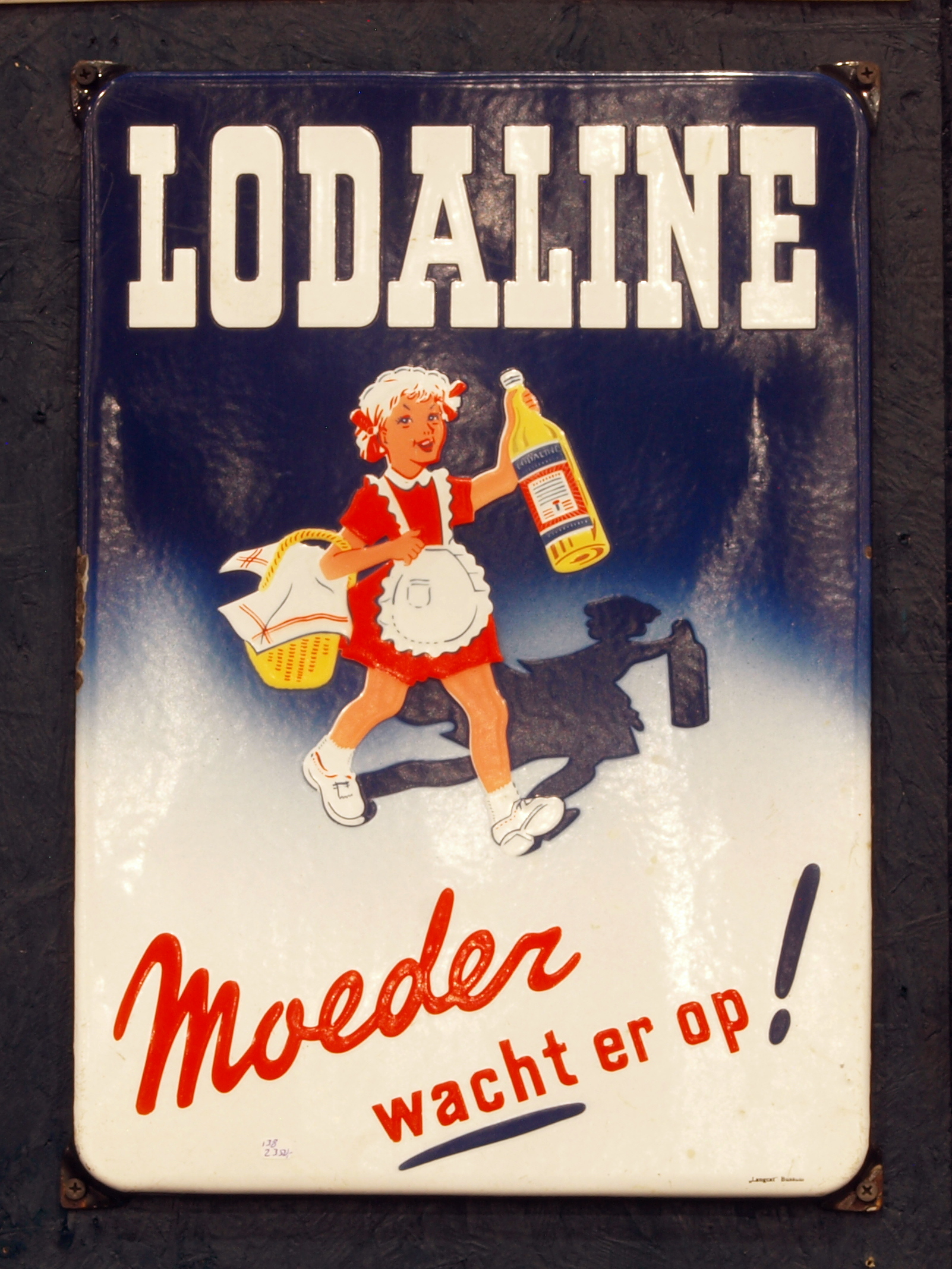
Geëmailleerd reclameschild voor Lodaline

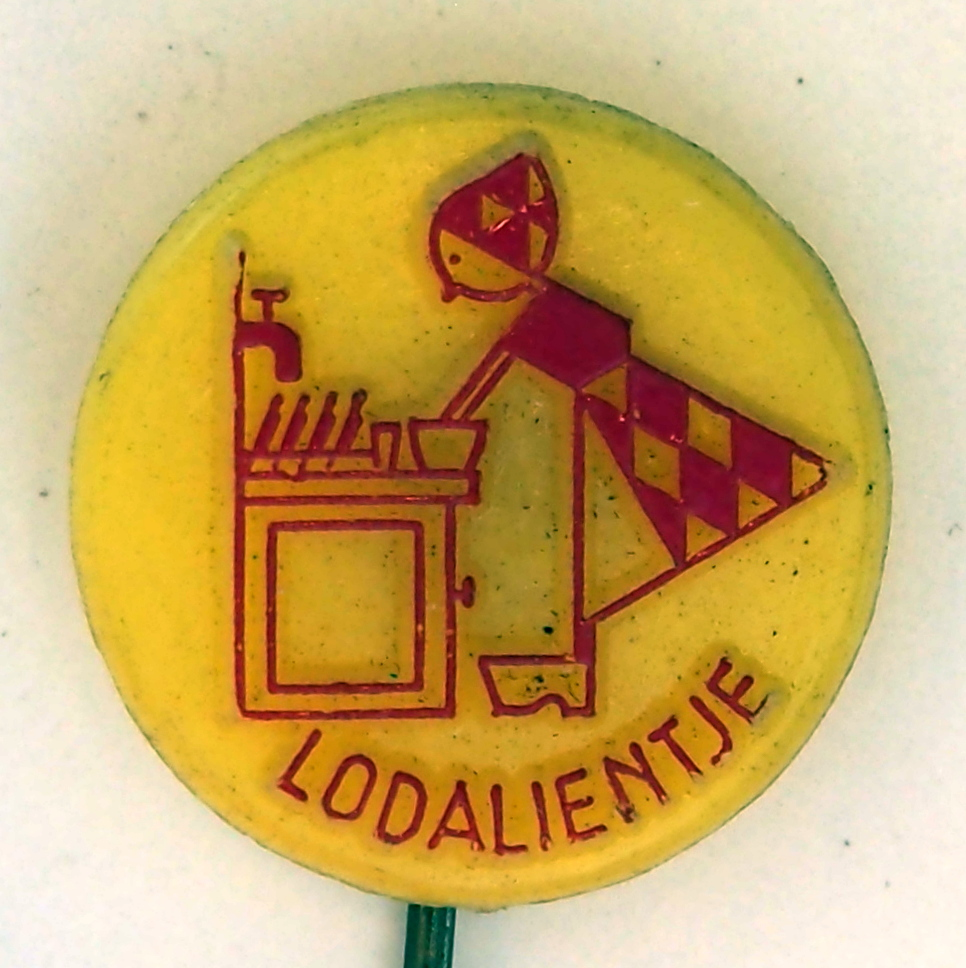
Reclamespeldje met Lodalientje

Lodaline was een afwasmiddel, dat vroeger per liter in een fles werd verkocht en daarna ook in een moderne verpakking van 500 ml werd geleverd. 
Lodaline bestond uit vetalcoholsulfonaat, dat onder de merknaam Teepol door de Bataafse Petroleum Maatschappij bij Shell Pernis werd gemaakt en in Breda sterk werd verdund, geparfumeerd en in flessen afgevuld.  Shell mocht geen wasmiddelen aan consumenten leveren door de in 1922 overeengekomen Candles agreement met Unilever.
Het grote succes kwam door marketing. Zeer herkenbaar was het logo van Lodalientje, een (goed) gemutst meisje dat aan de wastobbe staat. Er werd in de fles speelgoed meegeleverd, bestaande uit zo’n 5 of 6 puzzelstukjes van auto’s, dieren en bootjes. Iedere fles afwasmiddel bevatte een stukje. Met sterke kleuren en een aparte vormgeving was dit klaarblijkelijk aansprekend. In andere verpakkingen zaten handige handdoek-hanglusjes.
Lodaline wordt niet meer verkocht.